# Aberdyfi
Aberdyfi ou Aberdovey est un village côtier et une communauté du Gwynedd, au pays de Galles.

## Toponymie
Le nom du village fait référence à sa situation géographique : Aberdyfi signifie « embouchure de la Dyfi » en gallois. Il est attesté au XIIe siècle sous la forme Aberdewi.

## Géographie
Aberdyfi est situé tout au sud du Gwynedd, sur la rive septentrionale de l'estuaire de la Dyfi, dans le comté historique du Merionethshire. La ville de Tywyn est à 5 km au nord-ouest.
La route A493 (en) traverse le village d'ouest en est, de même que la Cambrian Line (en). Deux gares se trouvent sur le territoire de la communauté : celle d'Aberdyfi (en) et celle de Penhelig (en) (arrêt à la demande).

## Démographie
Au recensement de 2011, la communauté d'Aberdovey comptait 878 habitants.